# Открытый чемпионат Техаса по теннису
Открытый чемпионат Техаса по теннису (англ. Texas Tennis Open; с 2023 года под спонсорским названием: ATX Open) — профессиональный женский теннисный турнир, проходящий под эгидой WTA и USTA. Соревнование играется на открытых хардовых кортах комплекса Westwood Country Club.

## История турнира

### Место в календаре
Вакансия в календаре тура WTA, которую в 2011 году заняло техасское соревнование, образовалась перед сезоном-2009, когда длительное время проходивший в нью-йоркском районе Форрест-Хиллз турнир 4-й категории, был закрыт из-за проблем с финансированием. Быстро найти желающих занять это место в календаре не нашлось и на эту неделю был перемещён другой нью-йоркский турнир — Bronx Open, сохранивший место в календаре ITF, но увеличивший свой призовой фонд в два раза.
Два года спустя — перед сезоном 2011 года — WTA удалось восстановить второй турнир на неделе перед Открытым чемпионатом США, после долгих переговоров заключив контракт с организаторами из штата Техас. Новое соревнование обосновалось в городе Грейпвайн, где до этого несколько раз успешно прошли турниры ITF. Игры проходили на открытых грунтовых кортах комплекса Hilton Lakes Tennis & Sports Club.
Энтузиазма местным организаторам хватило ненадолго — уже весной 2013 года они сообщили о закрытии своего приза.
После более десятилетнего перерыва в 2023 году в Техасе вновь стал проводиться теннисный турнир в рамках WTA-тура. На этот раз он стал проходить на хардовом покрытии в столице штата — Остине и занял место в календаре в феврале и марте за неделю до крупного калифорнийского приза в Индиан-Уэлсе.

### Турнир в Грейпвайне (2011—2012)
Грейпвайнский теннисный комплекс регулярно принимает турниры ITF. Соревнование первоначально проводился в июле, но в 2010 году сначала был создан второй турнир (проводящийся поздней осенью), а потом летнее соревнование было закрыто в пользу турнира WTA.
До грейпвайнского турнира WTA уже проводила в Техасе свои соревнования: до 1995 года в Хьюстоне проходил грунтовый турнир, а до 1989 года, совсем рядом с Грейпвайном — в Далласе — проходило зальное соревнование.
Турнир проходил при устойчиво жаркой погоде, из-за этого большинство матчей проходит в тёмное время суток при искусственном освещении.
Матчи, проводящиеся на центральном корте, транслировались в интернете. Полуфинальные и финальные матчи показывал американский теннисный телеканал.

### Победители и финалисты
Первыми чемпионками турнира стали три европейки. Завоевавшая в 2011 году одиночный титул Сабина Лисицки отдала своим соперницам за пять матчей лишь 13 геймов.

## Финалы турнира

### Одиночные турниры
| Год       | Чемпионка       | Финалистка        | Счёт финала   |
| --------- | --------------- | ----------------- | ------------- |
| Остин     |                 |                   |               |
| 2025      | Джессика Пегула | Маккартни Кесслер | 7-5 6-2       |
| 2024      | Юань Юэ         | Ван Сиюй          | 6-4 7-6(4)    |
| 2023      | Марта Костюк    | Варвара Грачёва   | 6-3 7-5       |
| 2013—2022 | Не проводился   | Не проводился     | Не проводился |
| Грейпвайн |                 |                   |               |
| 2012      | Роберта Винчи   | Елена Янкович     | 7-5 6-3       |
| 2011      | Сабина Лисицки  | Араван Резаи      | 6-2 6-1       |

### Парные турниры
| Год  | Чемпионки                      | Финалистки                          | Счёт финала    |
| ---- | ------------------------------ | ----------------------------------- | -------------- |
| 2025 | Анна Блинкова Юань Юэ          | Маккартни Кесслер Чжан Шуай         | 3-6 6-1 [10-4] |
| 2024 | Оливия Гадецки Оливия Николлс  | Катажина Кава Бибиана Схофс         | 6-2 6-4        |
| 2023 | Эрин Рутлифф Алдила Сутджиади  | Николь Мелихар-Мартинес Эллен Перес | 6-4 3-6 [10-8] |
| 2012 | Хезер Уотсон Марина Эракович   | Лига Декмейере Ирина Фалькони       | 6-3 6-0        |
| 2011 | Альберта Брианти Сорана Кырстя | Ализе Корне Полин Пармантье         | 7-5 6-3        |